# رابرت پی. مورفی
رابرت پی. مورفی (انگلیسی: Robert P. Murphy؛ زادهٔ ۲۳ مهٔ ۱۹۷۶) اقتصاددان مکتب اتریش، مشاور و نویسنده اهل ایالات متحده آمریکا است.
او یکی از اقتصاددانان مؤسسه تحقیقات انرژی (IER) است که متخصص تغییرات اقلیمی است. همچنین وی عضو ارشد مؤسسه لودویگ فن میزس است.

## آثار
- Lessons for the Young Economist
- The Politically Incorrect Guide to Capitalism
- Understanding Money Mechanics (ترجمه شده به نام «درک سازوکارهای پول» از نشر چالش)
- Chaos Theory (ترجمه شده به نام «نظریه آشوب» از نشر آماره)
- Choice: Cooperation, Enterprise, and Human Action